# Дубовка
Дубо́вка — город (с  1785 г по императорскому рескрипту селение, по "знатности коммерческих оборотов", было переименовано в посад .Полное собрание законов Российской империи. Т. XXII, N 16223 ) в России, административный центр Дубовского района Волгоградской области. Образует городское поселение город Дубовка. Основан в 1734 году. Население — 14 779 (2021).

## История
Люди поселились в районе современной Дубовки ещё до нашей эры. В Дубовском районе найдены останки мамонта и стоянка древнего человека, относящиеся к эпохе палеолита. В эпоху раннего железа на территории Дубовского района обитали племена сарматов. В XIII—XIV веках в двух километрах севернее современной Дубовки располагался богатый золотоордынский город Бельджамен. В XIV веке он был уничтожен войсками Тамерлана. Сейчас это археологический памятник федерального значения Водянское городище.
В XVIII веке вдоль правового берега Волги Русским государством создаётся укреплённая Царицинская сторожевая линия строятся остроги и посады, для ликвидации разбоев на торговом пути по Волге. До прихода донских казаков берега Волги охранялись солдатами из укрепления (слободы), которое находилось на месте современной Дубовки. Во время одного из набегов киргиз-кайсацкой ватаги большая часть солдат укрепления была убита.
Дубовка основана указом Петра I. Основатель Дубовского городка майор в отставке Яков Иванович Жидков в 1721г. подал прошение в Астраханскую губернскую канцелярию о желании стать поселителем добровольцев на пустопорожних местах близ Царицына. В соответствии с этим прошением в 1722г. именным царским указом ему велено при линейной крепости по удобным местам набрать и поселять охочих свободных людей из черкасов (украинцев), а русских на поселение не принимать. Многие русские также изъявляли желание обосноваться в Дубовке. После подавления Булавинского восстания они жили по разным городам без тягла и оклада. Они пытались обосноваться в Дубовке, чтобы избежать высылки по месту приписки в старые жилища. В 1724г. Яков Жидков просил издать указ о приеме в Дубовский городок таких лиц, что являлось нарушением прямых царских указов. В результате в конце 1728г. Дубовка была уничтожена подполковником Протасовым, о чем он писал: "Дубовку разорил и сжег, а Жидкова послал в Москву под арестом, а жителей малороссиян выслал на прежнее жилище".
В грамоте войску от 20 января 1734 года говорилось: «Записавшихся в Царицынскую линию донских казаков… поселить по Волге, где прежде была слобода Дубовка… между Царицына и Камышина. Служить вам вместо донских казаков при Саратове и в Астрахани., также и в других местах… и писаться вам Волжскими казаками…». В другой версии донской казачий атаман Макар Персидский якобы обратился к Анне Иоанновне с просьбой разрешить казакам его войска обосноваться на правом берегу Волги, чтобы иметь возможность защищать её берег от набегов кочевников. В 1733 году для охраны и обороны Царицынской сторожевой линии учреждено Волжское казачье войско с центром в станице Дубовская. Название города связывают с тем, что окружающие его прибрежные районы Волги раньше были покрыты густыми дубовыми рощами. Они частично сохранились до настоящего времени. Существует ещё одна версия происхождения названия города. Согласно ей, оно образовано от названия особого рода лодок «дубовка».
Однако годом основания Дубовки считается 1734 год, когда было издано специальное распоряжение правительства Российской империи, на основании которого сюда было переселено 1057 семей русских, малороссов и донских казаков. До революции и последовавшего после административного деления Дубовка было волостью Царицынского уезда Саратовской губернии.
В обязанности волжских казаков входило несение сторожевой службы. Казаки должны были ловить разбойничьи шайки и беглых, однако войско не оправдало возложенных на него надежд. Казаки не занимались наведением и поддержанием порядка. Вместо этого они укрывали беглых и разбойников. В августе 1774 года в Дубовку пришёл Пугачёв со своей ватагой. Казаки встретили «государя» колокольным приветствием. Навстречу пугачёвцам вышло дубовское духовенство. Большая часть живших в Дубовке казаков добровольно присягнула «государю». В гостеприимном городе Пугачёв смог пополнить оружейные и продовольственные запасы. Затем повстанцы (бунтовщики) двинулись к Царицыну, где Пугачёв и был схвачен правительственными войсками. После того, как самозванец был арестован и затем четвертован, Дубовка оказалась в опале. Начались преследования пособников самозванца. Местное духовенство было расстрижено и выслано из города. 15 июля 1775 года пожар уничтожил в Дубовке все строения, после которого городок стал отстраиваться заново. 25 сентября 1775 года на Волге около Дубовки войсковым старшиной Волжского казачьего войска Андреем Персидским случайно ночью была перехвачена лодка с 4 сообщниками Кулаги, в этот же день Кулагу узнал в дубовском кабаке «сказочный» Астраханской канцелярии Иванов, он тоже был схвачен. 9 октября всех арестованных отправили в Царицын, где позже повесили. В 1777 году, в связи с упразднением Волжского войска, население было переселено на Северный Кавказ на реку Терек, а в Дубовке осталось всего несколько дворов.
10 июля 1785 года указом Императрицы Екатерины II Дубовка стала посадом. Несмотря на то, что Дубовка значительно опустела после переезда казаков, посад начинает интенсивно развиваться благодаря своему выгодному географическому положению. Начинается переселение населения малороссийских губерний. Поскольку Дубовка располагалась на переволоке, весь уклад жизни местных жителей был полностью подчинён ей. В посаде изготовляли тележные колёса, телеги, ковали железо. В Дубовке было развито бондарство, а также мукомольное и маслобойное производство. Через посад проходил скобяной товар фабриканта Демидова, производимый на уральских заводах. С Вятки и Ветлуги сюда доставляли корабельный лес. К 1845 году население Дубовки составляло 8 тысяч человек.
В середине XVIII века Дубовка стала административным центром Земли Волжского казачьего войска — здесь располагалась резиденция войскового атамана и его канцелярия. 
В конце XVIII — начале XIX веков Дубовка становится купеческим посадом. В 1846 году была проложена узкоколейная конная железная дорога Дубовка — Качалинская протяжённостью более 50 километров, которая во многом способствовала развитию торговли. В Дубовке в то время проводились многочисленные ярмарки. Расцвет Дубовки приходится на середину XIX века. В это время в Дубовке насчитывалось уже 25 заводов: кожевенные, салотопленные, маслобойные, пивоваренные, рогожные, лесопильные. Именно здесь в 1870 году появились первые лесопильные заводы с паровым приводом от локомобиля. В 1860 году в Дубовке было 1028 домов, в том числе 174 каменных. Население посада выросло до 12 844 человек.
В 1860-х годах была построена настоящая железная дорога, соединившая Волгу и Дон. Она прошла через Царицын, значение Дубовки как экономического центра стало падать. Тем не менее, посад продолжал развиваться. К 1897 году в Дубовке насчитывалось 3740 домов, из них 730 каменных.
В 1898 году в Дубовке было сусликовое производство «с выделкой сусликовых шкурок, шитьём мехов и разного сусликового носильного верхнего платья и салотопней сусликового жира».
К 1913 году в посаде проживало 18 203 человека, преимущественно мещане, занимавшиеся хлебопашеством, кустарными промыслами, бахчеводством, торговлей и садоводством. Однако прежнюю роль крупного торгового порта на Волге Дубовка утратила. Несмотря на это, купцы продолжали оставаться самыми богатыми жителями Дубовки.
Советская власть была установлена в декабре 1919 года. В годы Гражданской войны Дубовка была форпостом Красной армии.
Во время Великой Отечественной войны в Дубовский район стали привозить раненых в боях за Сталинград. Город был прифронтовым. В Дубовке находилась резервная бригада, которая подготовила несколько десятков маршевых рот и батальонов для защиты Сталинграда. Здесь же, в дни Сталинградской битвы работали военные госпитали. Накануне Сталинградской битвы в Дубовке были сосредоточены резервы Советской армии для решающих ударов по немецко-фашистским войскам. В годы войны 15 138 дубовчан пополнили ряды Советской Армии, 6390 человек отдали свою жизнь за Родину. На территории города в братских могилах захоронено 2469 человек, все захоронения госпитальные.
К 1948 году из всех церквей в Дубовке сохранялась только Свято-Троицкая церковь, которая была взорвана в 1958 году. В женском монастыре разместилась школа руководящих колхозных кадров, а в монастырской церкви — клуб.

## География
Город расположен на восточных склонах Приволжской возвышенности, на правом берегу Волгоградского водохранилища, в 52 км от центра Волгограда (в 37 км от Тракторозаводского района).

## Население
В 1860 году население посада составляло 12 844 человек. К 1897 году в Дубовке насчитывалось 3740 домов, из них 730 каменных.
Полицеймейстер В. А. Брещинский в 1898 году отмечал следующие особенности жителей Дубовки: 

«Продолжительность периода смутного времени и прошлая отдалённость края от центра административной власти положили свою печать на жителей посада, следы которой, по закону исторической наследственности, резко отмечают настоящих потомков прежних дубовчан от населения остальной части губернии. Так своеволие, буйный и дикий нрав, распущенная жизнь, возмутительное невежество, а также употребление всегда в дело оружия и хождение с ним по улицам, имение при себе ножей, револьверов, разного рода и формы нагаек, кистеней и дубинок, составляют обыденное явление среди дубовского населения и по ныне. Довольно сказать, что почти каждая свадьба, каждое семейное пиршество и по ныне нередко сопровождается приглашением чинов полиции для поддержания порядка и удержания от буйства, которое в Дубовке, чуть не во всем, завоевало себе обычное право»
К 1913 году в посаде проживало 18 203 человека
| 1920  |
| ----- |
| 11984 |

| 1845    | 1856    | 1860    | 1897    | 1910    | 1913    | 1926    | 1931    | 1959    |
| ------- | ------- | ------- | ------- | ------- | ------- | ------- | ------- | ------- |
| 8000    | ↗11 600 | ↗12 844 | ↗16 500 | ↗17 500 | ↗18 203 | ↘11 300 | ↘10 100 | ↗11 701 |
| 1970    | 1979    | 1989    | 1992    | 1996    | 1998    | 2001    | 2002    | 2003    |
| ↗13 355 | ↗15 015 | ↘13 700 | ↗13 900 | ↗14 400 | ↗14 500 | ↗14 800 | ↗15 083 | ↗15 100 |
| 2005    | 2006    | 2007    | 2008    | 2009    | 2010    | 2011    | 2012    | 2013    |
| ↘15 000 | ↗15 100 | ↘14 900 | ↘14 700 | ↘14 677 | ↘14 347 | ↘14 300 | ↗14 335 | ↘14 331 |
| 2014    | 2015    | 2016    | 2017    | 2018    | 2019    | 2020    | 2021    |         |
| ↘14 219 | ↗14 325 | ↘14 272 | ↘14 165 | ↘13 988 | ↘13 805 | ↘13 659 | ↗14 779 |         |

На 1 января 2025 года по численности населения город находился на 787-м месте из 1124 городов Российской Федерации.

## Местное самоуправление
Структуру органов местного самоуправления составляют:
- Дума городского поселения г. Дубовка,
- глава городского поселения г. Дубовка (глава поселения),
- администрация городского поселения г. Дубовка (далее — администрация),
- контрольно-счётная комиссия — контрольный орган городского поселения.

Глава городского поселения — Новиченко Владимир Васильевич.

## Достопримечательности
- «Дуб-патриарх» — памятник природы федерального значения и главный символ города. Произрастает в лесопарковой зоне на берегу Волгоградского водохранилища на территории санатория «Дубовка». Ботанический вид — дуб черешчатый. Высота дуба — 18 м.
- Успенский собор. Храм, освященный в 1796 г., был заложен первым атаманом Волжского казачьего войска Макаром Никитичем Персидским в 1762 г. (по другим сказаниям в 1763—65 г.) Сооружался он под руководством главного начальника казачьего войска, сына Макара Никитича, Андрея Макарова Персидского. А. Н. Минх в своём труде «Историко-географический словарь Саратовской губернии» писал о нём: «Начат он строиться в 1763 г. атаманом Волжского казачьего войска Персидским. Длина церкви, в настоящее время, с трапезой и колокольнею 73 аршина, ширина настоящей, с приделами —34 1/2 аршина, высота с куполом и крестом — 56 аршин (по В. А. Брещинскому); по сведениям А. А. Зимнюкова, колокольня имеет в вышину до купола, в каменной кладке — 22 сажени, она оканчивается шпилем с крестом, обитыми железом, причем вышина всей колокольни — 28 сажень (60 метров!). Храм 9-ти главый, украшен снаружи, колоннами и полуколоннами»[13]. Успенский собор был разрушен в 30-е годы, как и ещё три храма города: : Свято-Троицкая, Покровская и Вознесенская церкви.
- Храмовый комплекс Святой Живоначальной Троицы. Возведение храма началось в 2006 году с благословения Митрополита Волгоградского и Камышинского Германа и установки поклонного креста. В 2010 году был освящен новый Свято-Троицкий Храм. Он был построен на месте разрушенной в конце 30-х годов прошлого столетия Воскресенской церкви. Благотворителем стал Букин Владимир Леонидович[37]. Храмовый комплекс включает в себя: Крестильный Воскресенский храм, большой рубленый Свято-Троицкий Храм, часовня Иверской иконы Божией Матери, надкладезная часовня Архистратига Михаила, поклонный крест, зеленые насаждения, виноградник, колодец, церковная лавка, трапезная, библиотека. Установлена детская площадка для самых маленьких прихожан. Вымощенные дорожки, детская площадка, беседка, утопающая в зелени, благоухание цветов и причудливо выложенные камни создают уютную атмосферу.
- Церковь Покрова Пресвятой Богородицы[38]. Церковь Покрова Божьей Матери города Дубовка Волгоградской области построена в 1850 году купцом Кулаковым как кладбищенская и чудом сохранилась от разрушения. В 1930 году была закрыта и использовалась в качестве дизельной электростанции. В 1950 году её забросили. Приход вновь образовался в 1988 году. Чтобы восстановить и привести в надлежащий вид старинный храм, памятник архитектуры XIX века, потребовались годы нелегкого труда и немалые средства. Отец Сергий внес большой вклад в восстановление этого уникального памятника. Они с матушкой писали иконы для других церквей только для того, чтобы заработать средства для восстановления своего храма. Церковь преобразилась. Появился новый иконостас, иконы для которого написаны самим отцом Сергием, построены часовня, колокольня, воскресная школа. В 2008 году настоятелю храма — протоиерею Сергею Ермакову, было присвоено звание «Заслуженного художника России»[39]. Именно он написал в 2007 году несколько икон с ликом священномученика Николая Попова — первого канонизированного святого Волгоградской епархии из лика новомучеников и исповедников российских XX века.
- Памятник павшим за Советскую Родину в годы Гражданской и Великой Отечественной войн от благодарных жителей. Памятник стоит на месте братской могилы на Аллее Героев в Центральном парке. Он выполнен в виде скорбящего воина, держащего в руках каску и автомат. Памятник установлен в 1972 году. Сама же Аллея Героев в городе Дубовка создавалась с целью увековечивания памяти земляков — 10 Героев Советского Союза и 2 полных кавалеров ордена Славы. Её открытие состоялось 19 ноября 2007 года, и было приурочено к дате переломного момента в Сталинградской битве. Так же на Аллее Героев стоит Обелиск в память о воинах, погибших в мирное время в вооруженных конфликтах, и Обелиск посвященный мужеству ликвидаторов последствия катастрофы на Чернобыльской АЭС.
- Памятник воинам-землякам погибшим в годы Великой Отечественной войны. Памятник стоит в парке Автомобилистов. На мемориальной плите находится надпись: «Себя в бою не пожалел, а родину сберёг. Благодарные жители района и города воинам-землякам, погибшим в годы Великой Отечественной войны».
- Памятник воинам погибшим в Великой Отечественной войне на братской могиле на Мартыновской площади.
- Одной из главных достопримечательностей является Свято-Вознесенский Дубовский монастырь основанный в 1871 году. Он расположен в 2 километрах к западу от города.
- В 3 километрах к северу от Дубовки, на правом берегу Волги, расположено Водянское городище — развалины золотоордынского города XIV века, отождествляемого с Бельджаменом. Локализация Бельджамена[40] на месте Водянского городища оспаривается[41]. Истории Водянского городища и Бельджамена посвящена одна из экспозиций Дубовского районного музейного комплекса[42].

- Дуб-патриарх
- Собор волжского казачества в Дубовке. Успенский собор (1796)
- Храм Святой Животворящей Троицы (2006)
- Памятник павшим за Советскую Родину в годы Гражданской и Великой Отечественной войн.
- Памятник воинам-землякам погибшим в годы Великой Отечественной войны.

## Архитектура
Особый интерес представляет ансамбль застройки центра города Дубовка конца XIX — начала XX века. Благодаря тому, что во время Сталинградской битвы город остался за линией фронта, в Дубовке сохранилось много каменных и деревянных домов, показывающих, как широко и богато жил город на рубеже XIX и XX веков. Многим из них был придан статус объектов культурного наследия регионального значения.
- Жилой дом купца Артамонова. 1913 год. Улица Кирова, д.2

Павел Артамонов занимался хлеботорговлей и лесоторговлей, а начал он свое дело с перевозки пассажиров через Волгу. Это по всей видимости и повлияло на выбора места для строительства дома. Комплекс зданий находится на берегу Волги, и включает в себя большой двухэтажный дом и находящийся ближе к берегу амбар-зернохранилище, соединённые высокой кирпичной оградой с воротами. Сам дом, видимо, был завершен в 1906 году. Это дата обозначена на сделанном из тонких железных прутьев навесе парадного входа. На Волгу выходил балкон (утрачен). По воспоминаниям очевидцев Артамонов сидел на балконе и наблюдал за строительством кирпичной стены вдоль Воскресенской (Советской) улицы. Если ему не нравилось, он велел ломать и делать заново. Рабочие сломают, дойдут до половины и вновь ломают. И лишь на третий раз добротная кирпичная стена была закончена.
После революции в здании располагалась поликлиника. В последние годы помещения использовались одним из банком. Дом не эксплуатируется после пожара в 2014 году.
- Усадьба купца Жемарина. 1887 год. Улица Советская, д.32

Особняк принадлежал Павлу Ивановичу Жемарину — известному в Поволжье зерно — и лесоторговцу, владельцу лесопильного завода, благотворителю, ярчайшему представителю дубовского купечества. В семье его отца, купца Ивана Жемарина, было 3 сына, и только один из них — Павел Иванович — решил построить себе дом отдельно. Он хотел, чтобы этот дом был самым красивым и необычным в посаде. Для строительства Павлом Ивановичем были приглашены искусные мастера, которые и построили этот чудо-терем в стиле провинциального модерна. В те годы поверхность крыши, состоящую из квадратов, красили в шахматном порядке в разные цвета, а верхушка самого высокого купола была украшена шпилем с петушком-флюгером. Известный российский писатель уроженец города Дубовка Петр Иванович Селезнёв так написал в своей книге «Крах»: 

«По Воскресенской улице, самой чистой во всем посаде, Андрей пошел мимо купеческих домов к Волге. Вот дом Павла Ивановича Жемарина. Он не стар, богат, одинок. По воскресеньям к нему съезжаются гости, званые и незваные. Они пьют, дебоширят. В понедельник, вторник Жемарин усердно похмеляется, а остальные дни шатается по огромному дому в пестром китайском халате с одной и той же книгой в руках»
 Сейчас в доме расположена районная библиотека имени П.Селезнёва. Во внутреннем интерьере сохранилась архитектурная отделка: карнизы, плафоны с падугами и лепными розетками со стилизованными растительными узорами и композициями. Представляет интерес уникальный керамический камин немецкого производства и голландские печи, обложенные белыми кафельными плитками. Под особняком находится большой подвал с высокими сводчатыми потолками, нишами и таинственными углублениями в стенах.
- Краеведческий музей. Жилой дом купца Крючкова. 1887 год. Улица Советская, д.19

Дом построен местной строительной артелью из кирпича местного производства по заказу владельца — члена Посадской думы Дубовки Н. С. Крючкова. Замечательный пример купеческого дома с торговыми помещениями и развитой планировочной структурой. Характерный элемент ансамбля исторической застройки города в русском стиле конца 1880-х годов. Сохранилось архитектурное оформление интерьера: лепные плафоны и потолочные розетки, фризы с лиственным орнаментом, кафельные печи с карнизами и майоликовыми рельефами.
Экспозиция музея состоит из 4 залов — «Археология Дубовского района», «Казачья горница», «Золотой век Дубовского посада», «Дубовские промыслы». Музей открылся в 2004 году. С 2008 года в музее функционирует выставочный зал.
- Жилой дом купца Грязева. 1888 год. Улица 30-летия Победы.

Купец 2-й гильдии Грязев Александр Миронович построил свой дом не на новом месте, а в границах уже существующих построек «фамильного гнезда» на Немецкой (30-летия Победы) улице. Тогда главное здание было двухэтажным, а третий этаж надстроили позже из кирпича разрушенной Воскресенской церкви в 1937 году. Интерьер, сохранившийся значительными фрагментами, отличался многостильем убранства. Сохранились кафельные печи, украшенные карнизами и майоликовыми рельефами. В планировочной структуре здания усадьбы четко сгруппированы — на главную улицу выходят парадные строения, а на второстепенную улицу — жилые и подсобные. Вся усадьба Грязева обнесена высоким кирпичным забором, часть которого сохранилась. Во дворе находился дом прислуги. Кроме этого, были конный двор, конюшня, пекарня, кухня, склады и прачечная. Все было построено из кирпича для защиты от пожаров.
Грязев А. М. был образованнейшим человеком, членом Посадской думы Дубовки, владельцем крупного лесозавода, первого в стране по технической оснащённости — им впервые было внедрено электропиление. Занимался благотворительностью — на праздники по его приказу пекли угощения, которые раскладывали в матерчатые сумочки, а кучер развозил их всем нуждающимся дубовчанам. В семье было много детей, но, к сожалению, большинство из них умирали в раннем возрасте, живым остался только сын Александр. Взрослой девушкой умерла от туберкулеза любимица родителей Римма. Её провожала вся Дубовка, люди сочувствовали Грязевым. Отпевали Римму в Воскресенской церкви. Её комната на втором этаже с камином и балконом, украшенная лепными фигурками ангелов, долго оставалась нетронутой. А на воротах дома в память о той родительской печали сохранилось каменное изображение мертвой голубки, раскинувшей крылья. С приходом Советской власти семью Грязевых не арестовали, но из дома выгнали. Они сняли квартиру и жили скромно здесь же, в Дубовке. В годы Гражданской войны с балкона второго этажа выступал командарм Первой конной армии С. М. Буденный, о чём говорит мемориальная доска на стене здания. В доме Грязевых в первые годы Советской власти располагался райисполком, а потом и улицу назвали Исполкомовская, сейчас это улица 30-летия Победы. С 1930 года в доме находится Педагогическое училище. Почти весь выпуск 1941 года вместе с директором И. И. Гавриловым ушёл на фронт, 52 выпускника училища погибли в боях. Именами двоих героев названы улицы в Волгограде. Это руководитель партизанского подполья Клавдия Панчишкина и погибшая в фашистском лагере Татьяна Скоробогатова. Одна из лучших улиц Дубовки носит имя Героя Советского Союза Николая Санджирова, о котором рассказывает мемориальная доска на здании педучилища. В годы Великой Отечественной войны в доме располагался госпиталь. В настоящее время в здании располагается Педагогический колледж.
- Жилой дом купцов А.А. и Н. А. Вааг. Первая половина 19в. Улица Московская, д.2

Кирпичное двухэтажное здание расположено в прибрежной части исторической застройки города Дубовка на пересечении центральной улицы Московской и улицы Кирова. Оно сооружено на базе старой постройки, датируемой концом XVIII века, по заказу немцев-колонистов Вааг, владельцев горчично-маслобойного производства. Современный облик здания соответствует приемам фасадного решения образцовых проектов в Саратовской губернии.
- Жилой дом Бауэра. Первая половина 19в. Улица Московская, д.7

Дом с лавкой немца Бауэра Владимира Христиановича имеет капитальный двухкамерный подвал с отдельными входами в каждую камеру. В традициях Дубовки подвальное помещение использовалось для бытовых нужд и для устройства лавки. В доме Бауэра задняя камера использовалась как пекарня, передняя — как лавка. Ранее в доме размещался КГБ, в настоящее время — администрация города Дубовки.
- Доходный дом Шишлянникова. 1884 год. Улица Советская, д.25

Дом выстроен местной строительной артелью по заказу владельца — Л. А. Шишлянникова. и использовалось под купеческую гостиницу. После революции в здании располагались учебные заведения — партшкола, агрошкола, зоотехникум. Пожаром была уничтожена северо-восточная часть здания. Утрачена наружная лестница на 2-й этаж со стороны дворового фасада.
- Доходный дом Челюканова (купеческий клуб). Конец 19в. Улица Пионерская, д.56

Дом выстроен в 1870-х гг. местной строительной артелью по заказу крупного дубовского купца Челюканова. Здание входило в ансамбль Базарной площади. До революции дом использовался как купеческий клуб с банком, магазином, гостиничными номерами. После революции в здании находился клуб, позднее районный дом культуры.
- Жилой дом Криулина. 1875 год. Улица Санджирова, д.56

При постройке использовано типичное для гражданской архитектуры Дубовки кирпичное узорочье. Каменное, одноэтажное на высоком полуподвале здание с выступом в глубину двора и двухъярусной галереей по боковому и заднему фасаду. Фактура и красочный узор кирпичной кладки в так называемом «русском стиле» — главный фактор художественной выразительности. Похожие детали в дубовских строениях объясняются тем, что купцы строили приблизительно в одно время, перенимали строительные новшества, использовали излюбленные украшения, строили по образцу известного полюбившегося здания.
- Жилой дом Сорокина. 1870 год. Улица Советская, д.2

Пример небольшого мещанского дома третьей четверти XIX века. Отличается нарядностью фасадов. Дом построен по заказу Сорокина местной строительной артелью из кирпича местного производства. На доме сохранилась страховая доска общества «Российский Ллойд» с датировкой 1870 года. Дом каменный одноэтажный с подвалом. Кухня и кладовая отделяются коридором, идущим от крыльца, устроенного со двора. В передней половине лицевые комнаты — зал и спальня, разделенные перегородкой. Здание расположено на высоком берегу Волги в самой древней части города в непосредственной близости от транспортной магистрали XIX века — улицы Воскресенской (Советской), идущей от причалов пристаней к Торговой площади.
- Жилой дом купца Артамонова
- Ворота жилого дома купца Артамонова
- Усадьба купца Жемарина
- Ворота усадьбы купца Жемарина
- Жилой дом купца Крючкова (музей)
- Жилой дом купца Грязева
- Жилой дом купцов А.А. и Н.А. Вааг
- Жилой дом Бауэра
- Доходный дом Шишлянникова
- Доходный дом Челюканова (купеческий клуб)
- Жилой дом Криулина
- Жилой дом Сорокина

- Жилой дом Литвинова. 1840 год. Улица Гагарина, д.53
- Жилой дом А. А. Федорова. Конец 19 — начало 20вв. Улица Калинина, д.79
- Жилой дом купца Воронина. Первая половина 19в. Улица Кирова, д.7
- Жилой дом Диденко. Первая половина 19в. Улица Комсомольская, д.4
- Жилой дом Шарова. Середина 19в. Улица Ленина, д.3
- Здание бывшей полиции середины 19в. Улица Минина, д.13
- Жилой дом купцов Репниковых. Улица Московская, д.4
- Административно-жилое здание. Середина 19в. Московская улица, д.6
- Жилой дом купца Захарченко с магазином (Вторая половина 19в.) с примыкающим к нему кинотеатром «Наполеон» (1910 г. постройки). Московская улица, д.13
- Жилой дом Крыловых. Конец 19 — начало 20вв. Московская улица, д.31
- Жилой дом Бондаренко Р. П.. Вторая половина 19в. Улица Московская, д.32
- Жилой дом Тарасова с магазином. Конец 19в. Улица Первомайская, д.52
- Жилой дом Пекшева. Первая половина 19в. Улица Республиканская, д.31
- Жилой дом купца Макарова. 1895 год. Улица Советская, д.31

## Экономика
В Дубовке находятся:
- Хлебоприёмный пункт
- ООО «Водолей» (Минеральная вода)
- Хлебный завод
- Дубовский мясокомбинат
- Агропромснаб
- Миникомбинат по производству стройматериалов
- ООО «Волгокартон» (производство гофрокартона и упаковки из гофрокартона)
- Кондитерский цех — «Вкусняшка из Дубовки»[49]
- Винодельня «Покровская» (защищённое географическое указание «Нижняя Волга»)

## Образование
Среднее профессиональное образование
- Дубовский зооветеринарный колледж имени Героя Советского Союза А. А. Шарова[50](ул. Магистральная,10);
- Дубовский педагогический колледж[51] (ул. 30 лет Победы,81);
- Профессиональное училище № 58 г. Дубовки (ул. Почтовая,54).

Среднее и основное общее образование
- Средняя школа № 1 (ул. Советская,62);
- Средняя школа № 2 (ул. Почтовая,52);
- Средняя школа № 3 (Юбилейная,115);
- Основная школа (ул. Гагарина,143).

Дошкольное образование
В городе работает четыре дошкольных образовательных учреждений (детские сады № 3,4,6,7).
Дополнительное образование
- Центр детского творчества (ул. Московская,2);
- Детско-юношеская спортивная школа (ул. Московская,16);
- Детская школа искусств (ул. Московская,1).

## СМИ
Сегодня в городе выходит районная общественно-политическая газета «Сельская новь» и городская частная газета «Наша газета — Дубовка». «Сельская новь» — газета Дубовского района. Выходит по вторникам (1 п.л.) и субботам (2 п.л.), основана в 1931 году. Учредители — Администрация Дубовского муниципального района, Министерство печати и информации Волгоградской области. «Наша газета — Дубовка» — распространяется в розницу, выходит по четвергам. Учредитель — В. И. Олейников, председатель движения «За социальную справедливость».

## Города-побратимы
Города Брунталь и Крнов в Чехии.